# Campionati europei di atletica leggera indoor 1970
I I campionati europei di atletica leggera indoor si sono svolti a Vienna, in Austria, presso il Wiener Stadthalle dal 14 al 15 marzo 1970. Questi campionati hanno sostituito i Giochi europei indoor che si sono svolti dal 1966 al 1969.

## Risultati

### Uomini
| Specialità | Oro                                                                                 | Prestazione | Argento                                                                    | Prestazione | Bronzo                                                                             | Prestazione |
| Corse piane |                                                                                     |             |                                                                            |             |                                                                                    |             |
| 60 metri | Valeriy Borzov                                                                      | 6"6         | Zenon Nowosz                                                               | 6"7         | Jarkko Tapola                                                                      | 6"7         |
| 400 metri | Aleksandr Bratchikov                                                                | 46"8        | Andrzej Badeński                                                           | 46"9        | Yuriy Zorin                                                                        | 48"4        |
| 800 metri | Jevhen Aržanov                                                                      | 1'51"0      | Juan Borroz                                                                | 1'51"9      | Jože Međimurec                                                                     | 1'51"9      |
| 1.500 metri | Henryk Szordykowski                                                                 | 3'48"8      | Frank Murphy                                                               | 3'49"0      | Vladimir Panteley                                                                  | 3:49"8      |
| 3.000 metri | Ricky Wilde                                                                         | 7'46"85     | Harald Norpoth                                                             | 7'49"50     | Javier Álvarez                                                                     | 7'52"45     |
| Corse a ostacoli |                                                                                     |             |                                                                            |             |                                                                                    |             |
| 60 metri ostacoli | Günther Nickel                                                                      | 7"8         | Frank Siebeck                                                              | 7"8         | Guy Drut                                                                           | 7"8         |
| Staffette |                                                                                     |             |                                                                            |             |                                                                                    |             |
| Staffetta 4x400 metri | Unione Sovietica Yevgeniy Borisenko Yuriy Zorin Boris Savchuk Aleksandr Bratchikov  | 3'05"9      | Polonia Jan Werner Stanisław Grędziński Jan Balachowski Andrzej Badeński   | 3'07"5      | Germania Ovest Dieter Hübner Karl-Hermann Tofaute Ulrich Strohhacker Helmar Müller | 3'10"7      |
| Staffetta mista (2800 m) | Unione Sovietica Alexander Konnikov Sergey Kryuchek Vladimir Kolesnikov Ivan Ivanov | 6'18"0      | Polonia Edmund Borowski Stanisław Waśkiewicz Kazimierz Wardak Eryk Żelazny | 6'18"8      | Germania Ovest Horst Hasslinger Lothar Hirsch Manfred Henne Ingo Sensburg          | 6'19"6      |
| Salti |                                                                                     |             |                                                                            |             |                                                                                    |             |
| Salto con l'asta | François Tracanelli                                                                 | 5,30 m      | Kjell Isaksson                                                             | 5,25 m      | Wolfgang Nordwig                                                                   | 5,20 m      |
| Salto in alto | Valentin Gavrilov                                                                   | 2,20 m      | Gerd Dührkop                                                               | 2,17 m      | Şerban Ioan                                                                        | 2,17 m      |
| Salto in lungo | Tõnu Lepik                                                                          | 8,05 m      | Klaus Beer                                                                 | 7,99 m      | Rafael Blanquer                                                                    | 7,92 m      |
| Salto triplo | Viktor Saneev                                                                       | 16,95 m     | Jörg Drehmel                                                               | 16,74 m     | Şerban Ciochină                                                                    | 16,47 m     |
| Lanci |                                                                                     |             |                                                                            |             |                                                                                    |             |
| Getto del peso | Hartmut Briesenick                                                                  | 20,22 m     | Heinz-Joachim Rothenburg                                                   | 19,70 m     | Pierre Colnard                                                                     | 18,96 m     |
| record mondiale; record mondiale stagionale; record europeo; record europeo stagionale; record dei campionati; record nazionale; record personale; record personale stagionale. |                                                                                     |             |                                                                            |             |                                                                                    |             |

### Donne
| Specialità | Oro                                                                                       | Prestazione | Argento                                                                               | Prestazione | Bronzo                                                                                   | Prestazione |
| Corse piane |                                                                                           |             |                                                                                       |             |                                                                                          |             |
| 60 metri | Renate Meissner                                                                           | 7"4         | Sylviane Telliez                                                                      | 7"5         | Wilma van den Berg                                                                       | 7"5         |
| 400 metri | Marilyn Neufville                                                                         | 53"01       | Christel Frese                                                                        | 53"13       | Colette Besson                                                                           | 53"63       |
| 800 metri | Maria Sykora                                                                              | 2'07"0      | Ljudmila Bragina                                                                      | 2'07"5      | Zofia Kołakowska                                                                         | 2'07"6      |
| Corse a ostacoli |                                                                                           |             |                                                                                       |             |                                                                                          |             |
| 60 metri ostacoli | Karin Balzer                                                                              | 8"2         | Liya Khitrina                                                                         | 8"2         | Teresa Sukniewicz                                                                        | 8"5         |
| Staffette |                                                                                           |             |                                                                                       |             |                                                                                          |             |
| Staffetta 4×200 metri | Unione Sovietica Nadezhda Besfamilnaya Vera Popkova Galina Bucharina Lyudmila Samotyosova | 1'35"7      | Germania Ovest Elfgard Schittenhelm Annelie Wilden Marianne Bolling Annegret Kroniger | 1'37"6      | Austria Maria Sykora Brigitte Ortner Christa Kepplinger Hanni Burger                     | 1'40"8      |
| Staffetta mista (2000 m) | Francia Sylviane Telliez Mireille Testanière Colette Besson Nicole Duclos                 | 4'58"4      | Germania Ovest Elfgard Schittenhelm Heidi Gerhard Christa Merten Jutta Haase          | 5'01"1      | Unione Sovietica Lyudmila Golomazova Olga Klein Nadezhda Kolesnikova Svetlana Moshchenok | 5'02"2      |
| Salti |                                                                                           |             |                                                                                       |             |                                                                                          |             |
| Salto in alto | Ilona Gusenbauer                                                                          | 1,88 m      | Cornelia Popescu                                                                      | 1,82 m      | Rita Schmidt                                                                             | 1,82 m      |
| Salto in lungo | Viorica Viscopoleanu                                                                      | 6,56 m      | Heide Rosendahl                                                                       | 6,55 m      | Mirosława Sarna                                                                          | 6,54 m      |
| Lanci |                                                                                           |             |                                                                                       |             |                                                                                          |             |
| Getto del peso | Nadežda Čižova                                                                            | 18,80 m     | Hannelore Friedel                                                                     | 18,39 m     | Marita Lange                                                                             | 18,09 m     |
| record mondiale; record mondiale stagionale; record europeo; record europeo stagionale; record dei campionati; record nazionale; record personale; record personale stagionale. |                                                                                           |             |                                                                                       |             |                                                                                          |             |

## Medagliere
Legenda
     Paese ospitante
| Posizione | Paese            | Oro | Argento | Bronzo | Totale |
| --------- | ---------------- | --- | ------- | ------ | ------ |
| 1         | Unione Sovietica | 10  | 2       | 3      | 15     |
| 2         | Germania Est     | 3   | 5       | 3      | 11     |
| 3         | Francia          | 2   | 1       | 3      | 6      |
| 4         | Austria          | 2   | 0       | 1      | 3      |
| 5         | Regno Unito      | 2   | 0       | 0      | 2      |
| 6         | Germania Ovest   | 1   | 5       | 2      | 8      |
| 7         | Polonia          | 1   | 4       | 3      | 8      |
| 8         | Romania          | 1   | 1       | 2      | 4      |
| 9         | Spagna           | 0   | 1       | 2      | 3      |
| 10        | Irlanda          | 0   | 1       | 0      | 1      |
| 10        | Svezia           | 0   | 1       | 0      | 1      |
| 12        | Finlandia        | 0   | 0       | 1      | 1      |
| 12        | Paesi Bassi      | 0   | 0       | 1      | 1      |
| 12        | Jugoslavia       | 0   | 0       | 1      | 1      |
| Totale    | Totale           | 22  | 22      | 22     | 66     |